# Motagua
A Motagua (spanyol: Río Motagua) Guatemala leghosszabb folyója, amely nyugat-keleti irányban folyik át az országon. 1800 m magasságban ered a Sierra Madre de Chiapas nevű, Mexikótól Salvadorig húzódó hegyláncban, majd 486 km megtétele után a Karib-tengerhez tartozó Hondurasi-öbölbe (Golfo de Honduras) ömlik Guatemala keleti csücskén. A torkolat közelében egy rövid szakaszon határt alkot Guatemala és Honduras között.

## Mellékfolyók

### Balról
Río Cocoya, Río Cotón, Río Suchicul, Río Morazán, Río Comajá, Río Lato, Río Huijo, Río La Palmilla, Río Teculutan, Río Pasabien, Río Hondo, Río Jones, RíoLos Achiotes, Río Mayuelas, Río El Lobo, Quebrada Agua Fría, Quebrada La Vegega, Río Las Conchas

### Jobbról
Río Chipaca, Rio Agua Escondida, Rio Quisaya, Rio Pixcayá, Río Cotzibal, Río Las Vacas, Río Grande, Río Ovejas, Río El Tambor, Río San Vicente, Río Grande o Zapaca, Río Carí, Río Las Naranjas, Río Biafra, Río El Islote, Río Jubuco, Río Lagarto, Río Tepemechín, Río Juyamá, Río Bobos, Río Animas, Río Chiquito, Río Nuevo o Cacao